# Zack Ferguson
Zack Ferguson (...) è un cantante italiano.

## Biografia
Nel 1978 canta tre brani che vengono inseriti nella colonna sonora del film Per vivere meglio, divertitevi con noi diretto da Flavio Mogherini, Where Clouds Could Never Fly, Aa Aa Uu Ae Ee e Show Me the Way, su musiche di Detto Mariano; il primo brano, che accompagna i titoli di testa, sarà riutilizzato anche in una scena della pellicola Al bar dello sport (1983) di Francesco Massaro con Lino Banfi e Jerry Calà, mentre il secondo sarà pubblicato anche come singolo. In carriera ha pubblicato due album, tra il 1979 e il 1982, per la NWA e la Polydor.

## Discografia[1]

### Album
- 1979 - Sad To Be Lonely - (LP) NWA
- 1982 - Acrobat - (LP) Polydor

### Singoli
- 1978 - Skate Board Dancin'
- 1979 - Aa Aa Uu Ae Ee
- 1979 - Up from the celling
- 1979 - Monkey Fever